# 教職修士（専門職）
教職修士（専門職）（きょうしょくしゅうし せんもんしょく）は、高度の専門的な能力及び優れた資質を有する教員養成を目的とした日本の教職大学院（専門職大学院の1つ）の課程で授与される学位のことである。2007年（平成19年）4月1日に設けられた。
「教職修士（専門職）」の学位は、大学院の修士課程で授与されている「修士（教育学）」の学位とは、系統を異にする。
| 分類 | 分類         | 区分                                | 区分                                | 授与を行う標準的な課程                                                  | 授与を行う標準的な課程                                                  |
| ---- | ------------ | ----------------------------------- | ----------------------------------- | ----------------------------------------------------------------------- | ----------------------------------------------------------------------- |
| 称号 | 称号         | 準学士                              | 準学士                              | 高等専門学校の本科                                                      | 高等専門学校の本科                                                      |
| 称号 | 称号         | 高度専門士                          | 高度専門士                          | 専修学校の専門課程（専門学校）のうち、 4年制の学科                      | 専修学校の専門課程（専門学校）のうち、 4年制の学科                      |
| 称号 | 称号         | 専門士                              | 専門士                              | 専修学校の専門課程（専門学校）のうち、 2〜3年制の学科                   | 専修学校の専門課程（専門学校）のうち、 2〜3年制の学科                   |
| 学位 | （下記以外） | 博士                                | 博士                                | 大学院の博士課程 特定の省庁大学校の課程                                 | 大学院の博士課程 特定の省庁大学校の課程                                 |
| 学位 | （下記以外） | 修士                                | 修士                                | 大学院の修士課程 特定の省庁大学校の課程                                 | 大学院の修士課程 特定の省庁大学校の課程                                 |
| 学位 | （下記以外） | 学士                                | 学士                                | 大学の学部 短期大学の専攻科 高等専門学校の専攻科 特定の省庁大学校の課程 | 大学の学部 短期大学の専攻科 高等専門学校の専攻科 特定の省庁大学校の課程 |
| 学位 | （下記以外） | 短期大学士                          | 短期大学士                          | 短期大学の本科                                                          | 短期大学の本科                                                          |
| 学位 | 専門職学位   | 修士（専門職） （○○修士（専門職）） | 修士（専門職） （○○修士（専門職）） | 大学院の専門職学位課程 （専門職大学院）                                 | （法科・教職以外）                                                      |
| 学位 | 専門職学位   | 法務博士（専門職）                  | 法務博士（専門職）                  | 大学院の専門職学位課程 （専門職大学院）                                 | 法科大学院                                                              |
| 学位 | 専門職学位   | 教職修士（専門職）                  | 教職修士（専門職）                  | 大学院の専門職学位課程 （専門職大学院）                                 | 教職大学院                                                              |
| 学位 | 専門職学位   | 学士 （専門職）                     | ○○学士（専門職）                    | 専門職大学                                                              | 専門職大学                                                              |
| 学位 | 専門職学位   | 学士 （専門職）                     | 学士（○○専門職）                    | 大学の学部の専門職学科                                                  | 大学の学部の専門職学科                                                  |
| 学位 | 専門職学位   | 短期大学士 （専門職）               | ○○短期大学士（専門職）              | 専門職大学の前期課程 専門職短期大学                                     | 専門職大学の前期課程 専門職短期大学                                     |
| 学位 | 専門職学位   | 短期大学士 （専門職）               | 短期大学士（○○専門職）              | 短期大学の専門職学科                                                    | 短期大学の専門職学科                                                    |

## 概要
「教職修士（専門職）」の学位は、高度の専門的な能力及び優れた資質を有する教員の養成のための教育を行うことを目的とする教職大学院が授与する学位である。日本では2007年（平成19年）3月1日に行われた「学位規則（昭和28年文部省令第9号）」の改正により、学位規則の第5条の2において「教職修士（専門職）」の学位が定められた。

## 英語表記
日本では修士課程における教育学分野の学位を「修士（教育学）」とし、その英語名称を Master of Education としている機関が多い。そのため教職大学院の学位である「教職修士（専門職）」の英語名称については、Master of Education in Professional Development（北海道教育大学大学院教育学研究科高度教職実践専攻の例）やMaster of Education （Professional）（鹿児島大学大学院教育学研究科学校教育実践高度化専攻の例）としている。